# Municipio de Lemon (Pensilvania)
El municipio de Lemon (en inglés: Lemon Township) es un municipio ubicado en el condado de Wyoming en el estado estadounidense de Pensilvania. En el año 2000 tenía una población de 1.189 habitantes y una densidad poblacional de 28 personas por km².

## Geografía
El municipio de Lemon se encuentra ubicado en las coordenadas 41°36′00″N 75°51′59″O / 41.60000, -75.86639.

## Demografía
Según la Oficina del Censo en 2000 los ingresos medios por hogar en la localidad eran de $35,875 y los ingresos medios por familia eran $40,500. Los hombres tenían unos ingresos medios de $31,008 frente a los $20,972 para las mujeres. La renta per cápita para la localidad era de $16,703. Alrededor del 13,3% de la población estaban por debajo del umbral de pobreza.